# Usine Fiat-Termini Imerese
L'Usine Fiat de Termini Imerese était une usine de Fiat Group Automobiles pour la production automobile qui a été mise en service en 1970.

## Historique
L'usine est implantée sur la commune de Termini Imerese située sur rive Nord de la Sicile, presque à mi-distance entre Messine à l'Est et Palerme, la capitale régionale de l'île. Les premiers bâtiments ont été construits en 1969 à la suite de la volonté du gouvernement italien de planifier le développement économique du Sud et de la Région Sicile qui participa au financement pour cette installation industrielle. C'est ainsi que l'usine sera baptisée SicilFiat lors de son inauguration car l'ouvrage avait été financé à hauteur de 40 % par la collectivité publique.
En 1977, lorsque le constructeur italien voulut développer le site pour y produire la Fiat Panda, la Région Sicile céda sa participation et l'usine rentra dans le cadre de la gestion normale des autres usines du groupe Fiat. 
À l'origine, l'effectif était de 350 salariés, tous employés au montage de la petite Fiat 500 qui restera l'unique modèle en production jusqu'en 1975. 
À partir de 1974, la fabrication de la Fiat 126 débute et sera produite jusqu'en 1978, remplacée par la Fiat Panda. L'usine est agrandie pour accueillir cette production et les effectifs passent à 1 500 salariés.
Durant les années 1980, pour faire face à la demande de la Panda, les effectifs grimpent jusqu'à 3 200 salariés, travaillant sur trois postes de travail. L'usine tourne 24 heures sur 24, six jours par semaine.
À partir de 1993, la production de la Fiat Punto commence. En 1999, la Punto est remplacée par la Fiat Punto II. Au cours des années qui suivent, une lente dégradation du marché et le surcoût de fabrication dû au transport des composants et des voitures produites par rapport à la nouvelle usine de Melfi devenant trop importants, Fiat restructure à nouveau le site. 
En 2002, Fiat envisage de transformer l'usine automobile en site de production de composants pour l'énergie électrique, à la suite de son entrée fracassante dans ce secteur avec la reprise d'Edison via sa holding Italenergia. Ce projet sera rapidement abandonné.
En juillet 2005, Fiat remplace la Punto II par la nouvelle Fiat Grande Punto. Elle sera produite uniquement dans les usines de Melfi et Mirafiori. Fiat fera de Termini Imerese le seul site d'assemblage de la Lancia Ypsilon, modèle qui supporte des marges supérieures. Le différentiel de coût de fabrication était trop important à absorber sur ce type de voiture au prix très concurrentiel ; le différentiel avait atteint 1 000 euros sur une Punto II en 2004.
Lorsque le remplacement de l'Ypsilon vient à l'ordre du jour, Fiat doit trancher sur le devenir de ce site qui ne fait qu'assembler des automobiles. Son site ex Alfa Romeo de Pomigliano d'Arco près de Naples devrait produire la future Fiat Panda III, celle de Melfi la remplaçante de la Grande Punto, l'usine polonaise de Tichy, perdant la Panda doit être saturée avec un nouveau modèle et vu sa rentabilité et la qualité de sa production, ne saurait être pénalisée. La direction de Fiat Group Automobiles confirme l'arrêt de la production à Termini Imerese à la fin de l'année 2011, soit en correspondance avec l'arrêt de la production de la Lancia Ypsilon, le 24 novembre 2011.  
L'usine employait à l'été 2011, encore 1 500 salariés.
Le site industriel a été cédé au petit dernier constructeur italien : DR Motor Company SpA qui en devient le propriétaire au 1er janvier 2012.

## Voitures produites
- Fiat 500 - 1970-1975 = 207 988 exemplaires
- Fiat 126 - 1975-1979 = environ 200 000 exemplaires
- Fiat Panda - 1980-1992 = environ 2 300 000 exemplaires
- Fiat Punto - 1993-1999 = environ 900 000 exemplaires
- Fiat Punto II - 1999-2005 = environ 350 000 exemplaires
- Lancia Ypsilon - 2005-2011 = 374 722 exemplaires au 31 décembre 2010.